# Ascent Propulsion System

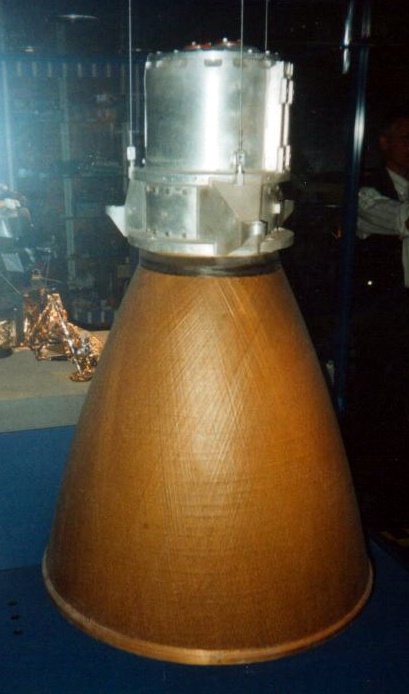
O motor de ascensão do Módulo Lunar Apollo.

O Ascent Propulsion System (APS) ou Lunar Module Ascent Engine (LMAE) é um motor de foguete hipergólico de empuxo fixo, desenvolvido pela Bell Aerosystems para uso no estágio de ascensão do Módulo Lunar Apollo. Ele usava Aerozine 50 como combustível, e tetróxido de nitrogênio (
N2O4) como oxidante. A Rocketdyne forneceu o sistema de injeção sob requisição da NASA, quando a Bell não conseguiu resolver os problemas de instabilidade da combustão.